# 항공 사진

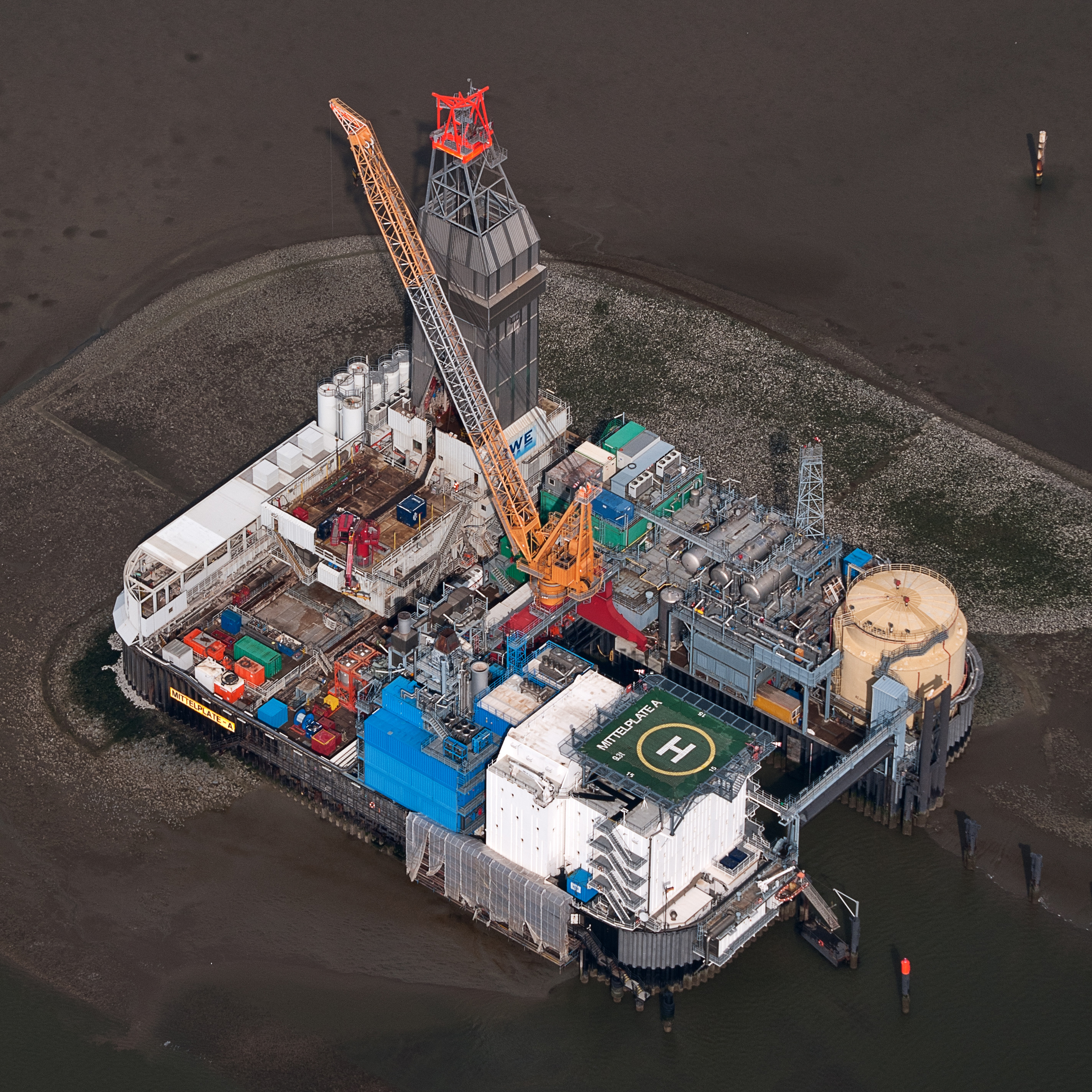

항공사진(航空寫眞)은 비행 중 비행체에서 카메라로 지표면을 촬영한 사진을 말한다. 원격 탐사 위성의 위성 이미지의 경우 트루 컬러 이미지와 내추럴 컬러 이미지를 가리킨다.
항공 사진 촬영을 위한 플랫폼에는 고정익 항공기, 헬리콥터, 무인 항공기(UAV 또는 "드론"), 풍선, 비행선 및 비행선, 로켓, 비둘기, 연이 포함되며 스카이다이빙이나 윙수트 중 액션 카메라를 사용하는 것도 포함된다. 휴대용 카메라는 사진작가가 수동으로 작동할 수 있는 반면, 장착된 카메라는 일반적으로 원격으로 작동하거나 자동으로 작동된다.
항공 사진은 일반적으로 풍경과 표면 물체에 초점을 맞춘 조감도 이미지를 의미하며, 하나 이상의 항공기가 다른 항공기를 "추적"하고 사진을 찍는 추격 비행기로 사용되는 공대공 사진과는 구별한다. 공중 사진은 케이블(예: 스카이캠)에 매달려 있거나 휴대용(예: 모노포드) 매우 높은 기둥 위에 매달려 있는 높은 유리한 구조물에서 망원 사진을 찍을 때 항공 사진과 매우 유사한 조감도 이미지를 생성할 수도 있다(실제로는 항공 사진이 아님에도 불구하고) 지면에 단단히 고정되거나(예: 감시 카메라 및 크레인 샷) 차량 위에 장착된다.

## 역사

### 초기
항공 사진 촬영은 1858년 프랑스 파리 상공에서 "나다르(Nadar)"로 알려진 프랑스 사진작가이자 열기구 연주자 가스파르-펠릭스 투르나숑(Gaspard-Félix Tournachon)에 의해 처음으로 실행되었다. 그러나 그가 제작한 사진은 더 이상 존재하지 않으므로 현존하는 가장 오래된 항공 사진의 제목은 '독수리와 기러기가 보는 보스턴'이다. 1860년 10월 13일 제임스 월리스 블랙(James Wallace Black)과 사무엘 아처 킹(Samuel Archer King)이 촬영한 이 사진은 보스턴을 630m 높이에서 묘사한다.

## 같이 보기
- 미국 연방항공규정
- 라이다
- 사진측량
- 비둘기 사진술
- 원격탐사
- 위성 사진
- 무인 항공기